# Rudawka Rymanowska

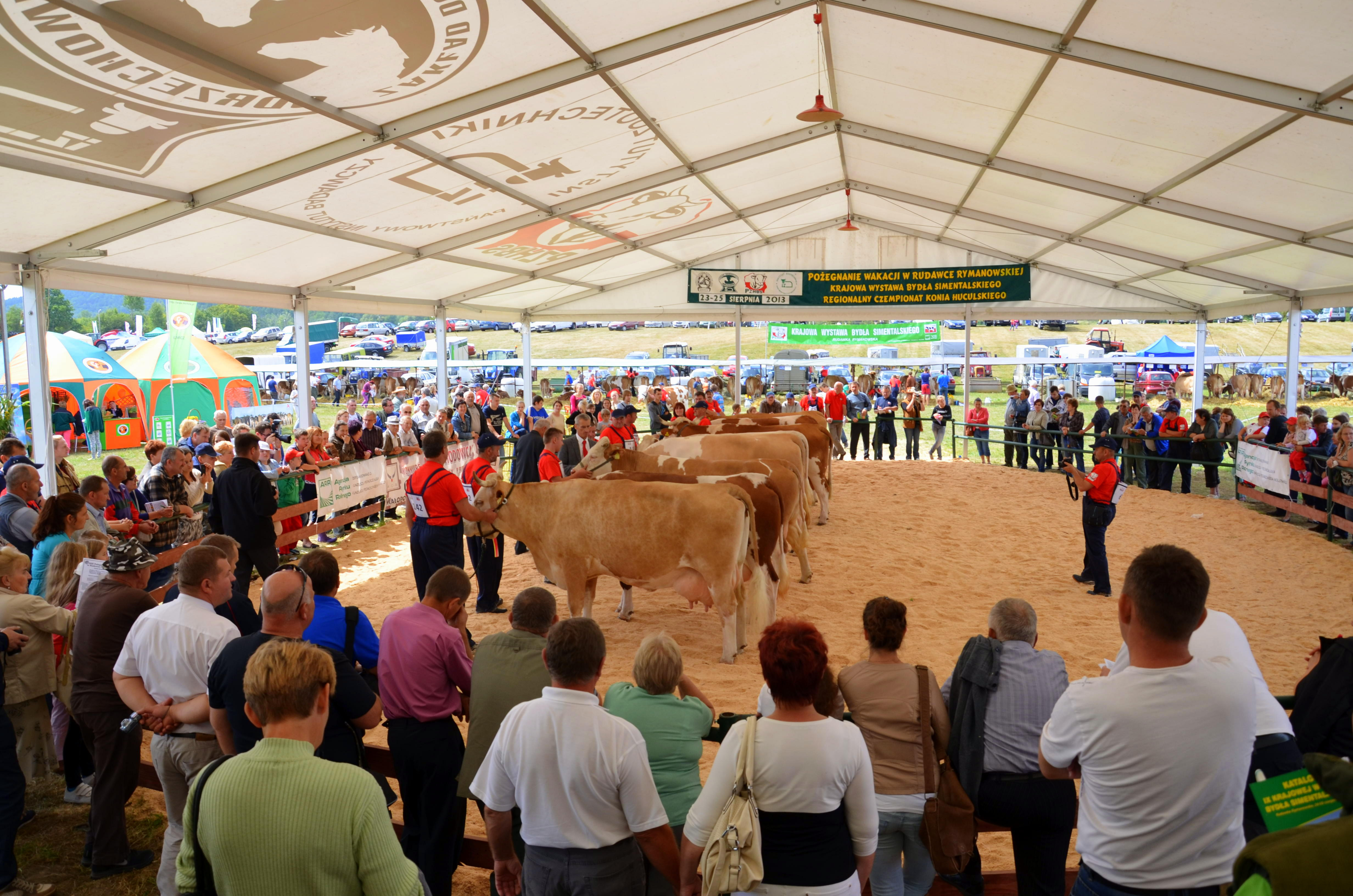
Landesausstellung des Fleckviehs 2013 in Rudawka Rymanowska

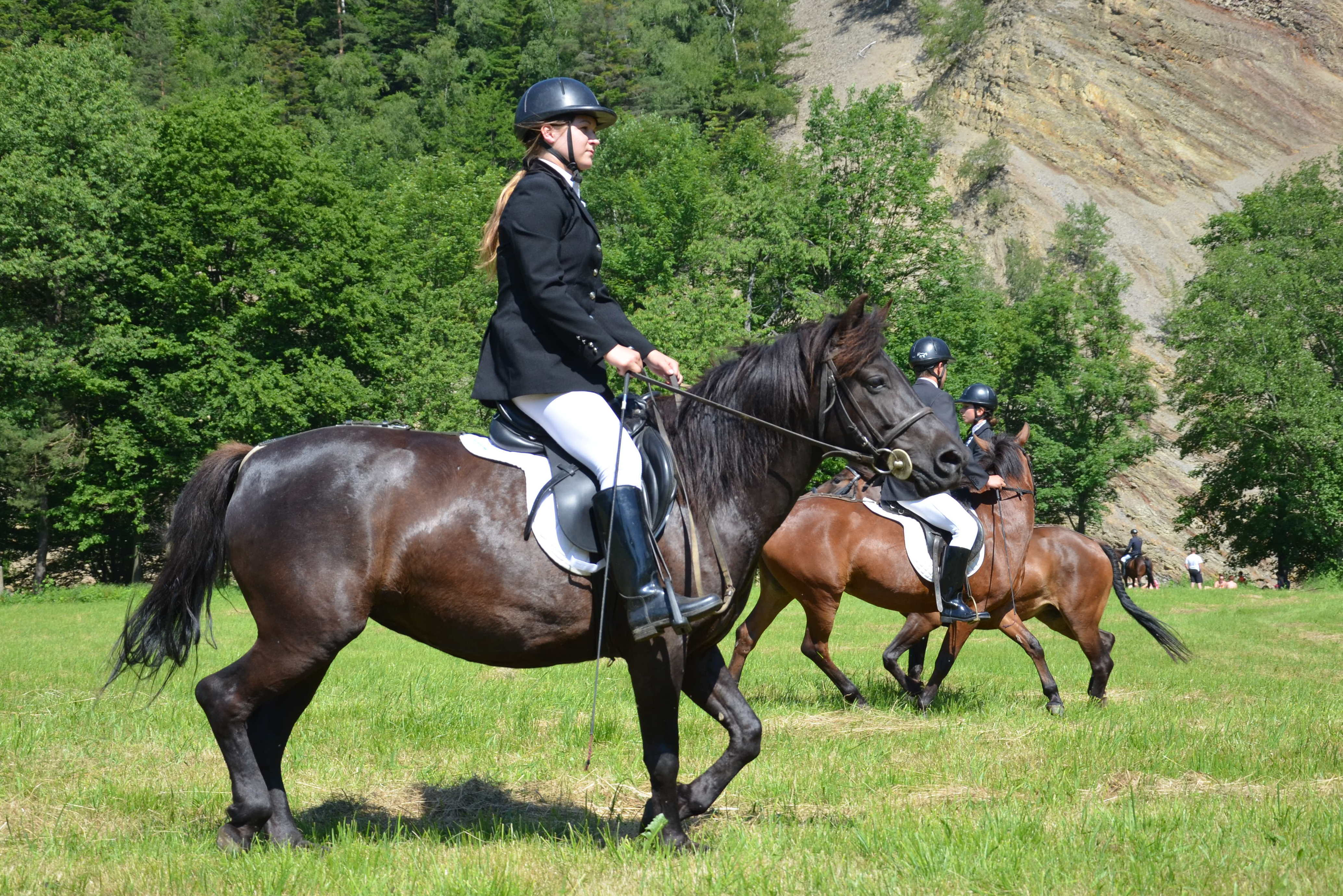
Reiten auf den Huzulen Pferden in Rudawka am Wisłok

Rudawka Rymanowska ist eine Siedlung der Gemeinde Rymanów im Powiat Krośnieński in Polen. 

## Geographie
Der Ort liegt im äußersten Südosten Polens, am Wisłok in den Waldkarpaten, umgeben vom Bukowica-Kamm und den Niederen Beskiden. Er liegt 13 Kilometer südwestlich vom Gemeindesitz Rymanów und 20 Kilometer westlich von der Kreisstadt Krosno in einem hügeligen, waldreichen Gebiet, 22 km von Sanok entfernt in Richtung Zarszyn. Der Ort liegt auf 366 bis 450 m ü. M. und ist bekannt als Standort eines der polnischen Huzulen-Turnierpferde und durch landwirtschaftliche Ausstellungen mit vielen Simmental-Rindern.
Südlich des Ausstellungsplatzes bei Rudawka verläuft die Landesstraße 28.

## Geschichte
Der Ort wurde erstmals um 1464 urkundlich erwähnt. 1918 wurde Rudawka in Rudawka Rymanowska umbenannt. Erdöl wurde in der Vergangenheit in den Bergwerken auch abgebaut. Lange lebten hier überwiegend Ukrainer, die nach dem Zweiten Weltkrieg im Rahmen der Aktion Weichsel umgesiedelt wurden.

## Tourismus
Durch die Region führt der Europäische Fernwanderweg E8. Die Wanderwegstrecke  von Iwonicz-Zdrój führt über Rudawka Rymanowska, Puławy, Kiczera (640 m), Zruban (776 m), Smokowiska (761 m), Wilcze Budy (Wolf-Häuser, 759 m), Tokarnia (778 m), Kamien („Stein“, 717 m) und die Komańcza nach Wołosate am Bieszczadygebirge.